# Aeaea sagana
Aeaea sagana är en fjärilsart som beskrevs av Hodges 1964. Aeaea sagana ingår i släktet Aeaea och familjen fransmalar. Inga underarter finns listade i Catalogue of Life.